# St. Vincent und die Grenadinen
St. Vincent und die Grenadinen (ⓘ), amtlich englisch Saint Vincent and the Grenadines, ist ein unabhängiger Inselstaat in der Karibik im Bereich der Westindischen Inseln. Er ist Mitglied im Commonwealth of Nations und in der Bolivarianischen Allianz für Amerika.

## Geographie

### Staatsgebiet
Die Inseln liegen südlich von St. Lucia und nördlich von Grenada. Ungefähr 160 km östlich liegt die Insel Barbados.
Der Inselstaat hat eine Gesamtfläche von 389 km². Er umfasst die Insel St. Vincent und die nördlichen Inseln der Grenadinen, eines Teilarchipels der Kleinen Antillen. Die südlichen Grenadinen mit den Inseln Carriacou und Petite Martinique gehören nicht zum Staat St. Vincent und die Grenadinen, sondern zum Staatsgebiet von Grenada. Hauptstadt und größte Stadt des Landes ist Kingstown.

### Verwaltungsgliederung
Der Staat ist in sechs Verwaltungsbezirke (Parishes) eingeteilt. Die sechs Parishes sind:
- Charlotte
- Grenadines
- Saint Andrew
- Saint David
- Saint George
- Saint Patrick

## Bevölkerung

### Bevölkerungsentwicklung
Insgesamt leben knapp 111.000 Einwohner im Inselstaat (Stand: 2022). Das in der zweiten Hälfte des 20. Jahrhunderts starke Bevölkerungswachstum hat sich im 21. Jahrhundert auf eine Rate von durchschnittlich weniger als 0,1 % abgeschwächt. Im Jahr 2023 lebten 54 Prozent der Einwohner von St. Vincent und den Grenadinen in Städten.
| Jahr a)                                    | Einwohnerzahl | Jahr a) | Einwohnerzahl |
| ------------------------------------------ | ------------- | ------- | ------------- |
| 1871                                       | 35.688        | 1960    | 79.948        |
| 1881                                       | 40.548        | 1970    | 86.944        |
| 1891                                       | 41.054        | 1980    | 97.845        |
| 1911                                       | 41.877        | 1991    | 107.598       |
| 1921                                       | 44.447        | 2001    | 109.022       |
| 1931                                       | 47.961        | 2012    | 109.991       |
| 1946                                       | 61.647        | 2022    | 110.872       |
| a) 1871–2012: Zensusdaten; 2022: Schätzung |               |         |               |

Seit den 1970er Jahren gibt es eine stete Abwanderung aus St. Vincent und den Grenadinen in das wohlhabendere Trinidad und Tobago.

### Ethnien
Die Bevölkerung setzt sich zu 71,2 % aus Menschen mit Herkunft aus Subsahara-Afrika und zu 23 % aus Menschen mit Vorfahren mit heller und dunkler Hautfarbe zusammen; weitere 3 % sind indigener Abstammung. Außerdem gibt es 1,1 % Inder und 1,5 % Weiße, darunter 0,7 % Nachkommen von Portugiesen (alle Zahlen von 2012).

### Religion
Ungefähr 75 % der Einwohner bekennen sich zum Protestantismus (darunter 27,6 % Pfingstler, 13,9 % Anglikaner, 11,6 % Siebenten-Tags-Adventisten, 8,9 % Baptisten, 8,7 % Methodisten und 3,8 % Evangelikale), weitere 6,3 % zur Römisch-Katholischen Kirche. Als Anhänger der Rastafari-Bewegung bezeichnen sich 1,1 % der Bevölkerung, 0,8 % sind Zeugen Jehovas (alle Daten von 2012). Kingstown ist Sitz des katholischen Bistums Kingstown.

## Geschichte

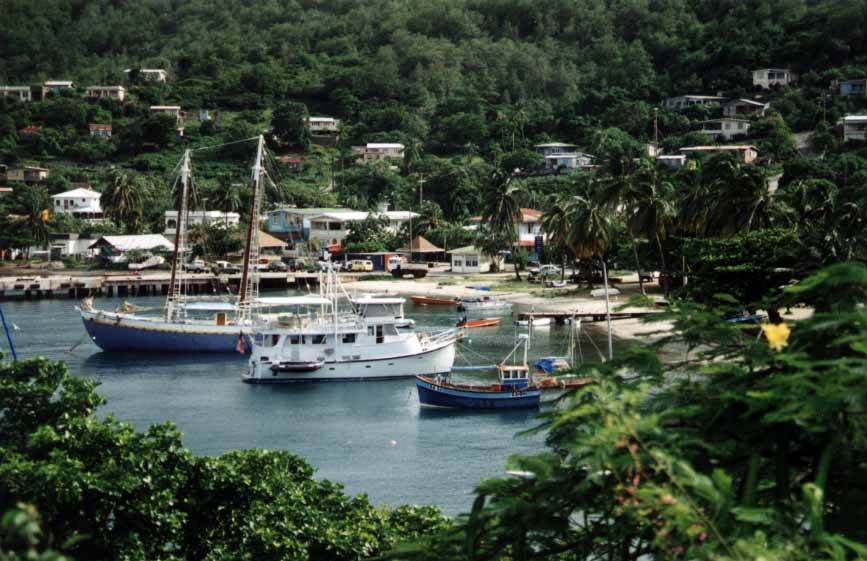
Port Elizabeth auf Bequia

St. Vincent liegt auf einer Migrationsroute von Nordamerika nach Südamerika. Die Insel wurde vermutlich seit dem 5. Jahrtausend v. Chr. zumindest zeitweise besiedelt. Ab 700 v. Chr. besiedelten die Arawak die Insel. Um 800 n. Chr. wurden sie von den Kariben vertrieben. Die Kariben nannten die Insel Hairoun („Heimat der Gesegneten“).
Anfang des 17. Jahrhunderts wurde die Insel sowohl von England als auch von Frankreich beansprucht. Die Herrschaft über die Insel wechselte in den folgenden Jahrzehnten immer wieder zwischen den beiden Königreichen und den Kariben. Im Jahr 1783 trat Frankreich St. Vincent an Großbritannien ab.
Europäische Kolonisten begannen bald überall in der Karibik mit dem Anbau von Zuckerrohr, wobei der größte Teil der Arbeit von afrikanischen Sklaven geleistet wurde. 1635 lief ein Sklavenschiff vor St. Vincent auf Grund. Aus den Nachfahren der Überlebenden und der einheimischen „gelben“ Kariben bildeten sich die „schwarzen“ Kariben.
Mit der Zeit wurden immer mehr Afrikaner zur Arbeit in den Plantagen auf die Insel gebracht. Bald stellten die Afrikaner, und nicht mehr die Europäer oder Kariben, die Bevölkerungsmehrheit. Um die stark anwachsende Bevölkerung zu ernähren, wurden neue Pflanzen auf der Insel eingeführt, wie etwa die Brotfrucht, die von William Bligh, vorher Kommandant der berühmten Bounty, auf seiner „zweiten Brotfruchtreise“ 1793 auf die Insel gebracht wurde.

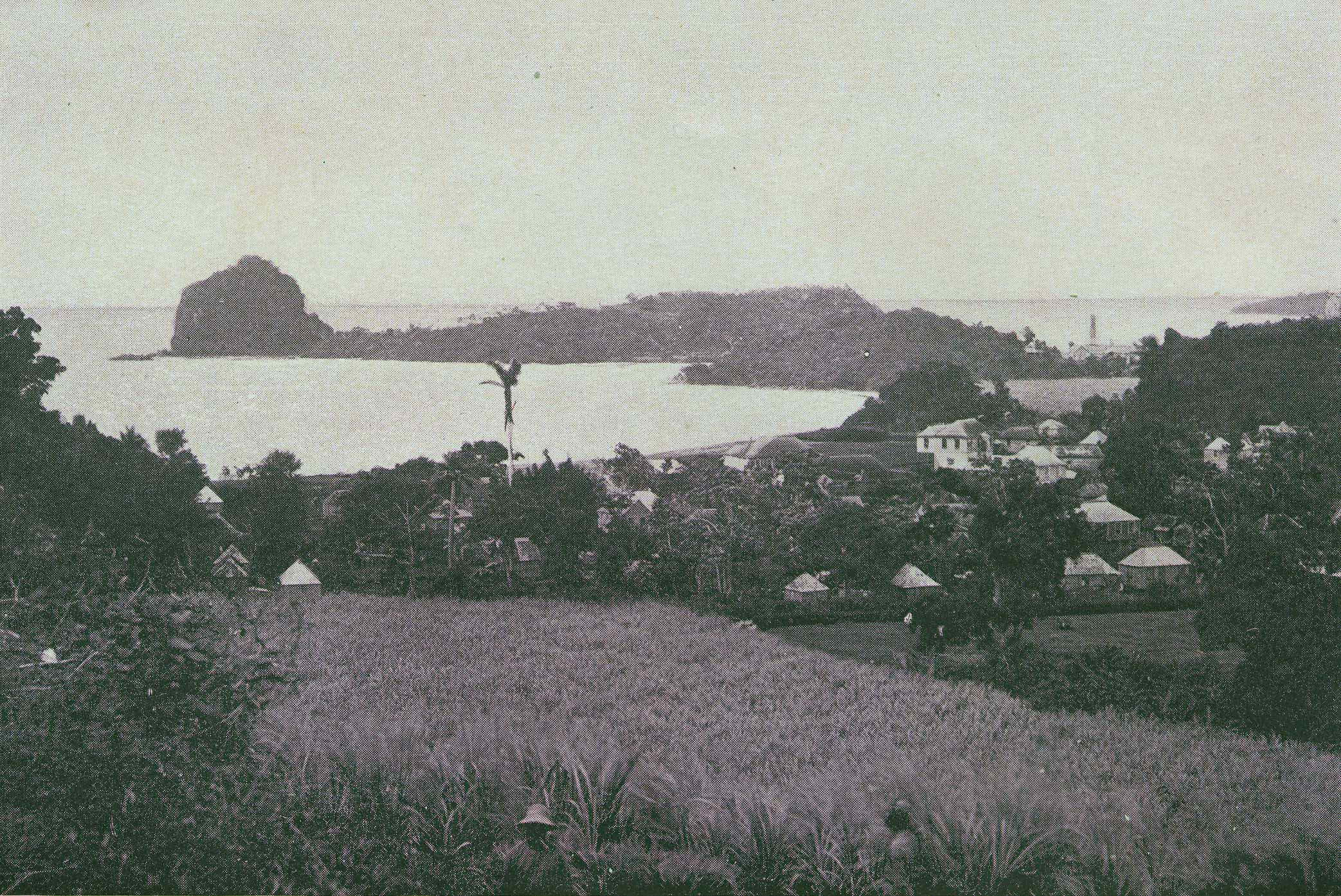
Fort Duvernette (links) und Young Island in den 1890er Jahren

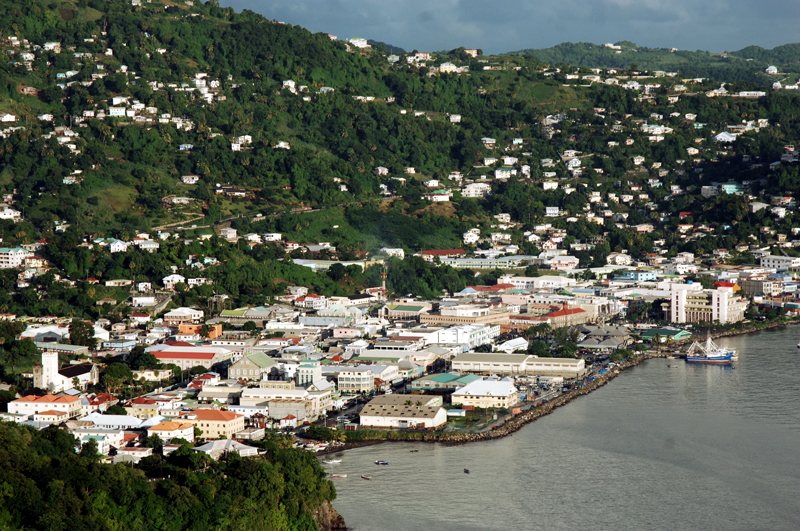
Kingstown (2005)

Im Jahr 1838 wurde die Sklaverei auf St. Vincent abgeschafft und es entwickelte sich eine neue Gesellschaft, in der die nun freien Nachkommen der Sklaven die Bevölkerungsmehrheit bildeten. Die Großgrundbesitzer holten indische Vertragsarbeiter auf die Insel. Mitte des 19. Jahrhunderts wanderte eine Anzahl Portugiesen ein. Durch die Vermischung der vielen Kulturen bildeten sich die heutigen „Vincenter“.
Das aktive und passive Frauenwahlrecht wurde am 5. Mai 1951 eingeführt. Die Grundsätze des allgemeinen, gleichen, geheimen und direkten Wahlrechts waren seit den Wahlen zum House of Assembly von 1951 in Geltung.
St. Vincent blieb bis 1969 britische Kolonie, bevor es weitreichende Autonomie erhielt. Von 1958 bis 1962 war St. Vincent Mitglied der Westindischen Föderation. 1975 wurde das Land ein assoziierter Staat und am 27. Oktober 1979 unter dem neuen Namen „Saint Vincent and the Grenadines“ unabhängig, verblieb aber im Commonwealth. Das Frauenwahlrecht wurde bei der Unabhängigkeit 1979 bestätigt.

## Politik
St. Vincent und die Grenadinen ist Mitglied der UNO, der CARICOM, der OECS, der OAS, der CELAC und im Commonwealth of Nations. Das Land gehört außerdem zu den Trägern der Universität der Westindischen Inseln.
St. Vincent und die Grenadinen ist ein Commonwealth Realm und somit eine parlamentarische Monarchie mit dem britischen König Charles III. als Staatsoberhaupt. Er wird seit dem Rücktritt von Frederick Ballantyne am 31. Juli 2019 durch Generalgouverneurin Susan Dougan vertreten. Regierungschef ist Premierminister Ralph Gonsalves.
Das Parlament heißt House of Assembly und besteht aus derzeit 23 Mitgliedern, davon werden alle fünf Jahre 15 gewählt und 6 ernannt. Hinzu kommen qua Amt der Generalstaatsanwalt und der Speaker of the House. Wahlberechtigt sind alle Personen ab dem 18. Lebensjahr. Die letzten Wahlen fanden am 5. November 2020 statt. Dabei entfielen von den 15 gewählten Repräsentanten 9 Sitze auf die Unity Labour Party (ULP) und 6 Sitze auf die New Democratic Party (NDP).
| Name des Index                     | Indexwert  | Weltweiter Rang | Interpretationshilfe                          | Jahr |
| ---------------------------------- | ---------- | --------------- | --------------------------------------------- | ---- |
| Freedom in the World Index         | 90 von 100 | —               | Freiheitsstatus: frei 0 = unfrei / 100 = frei | 2024 |
| Korruptionswahrnehmungsindex (CPI) | 63 von 100 | 32 von 181      | 0 = sehr korrupt / 100 = sehr sauber          | 2024 |

Am 24. Juni 2009 trat St. Vincent und die Grenadinen der Bolivarianischen Allianz für Amerika bei. Die Islamische Republik Iran, die einen Beobachterstatus in dieser Organisation hat, engagierte sich in St. Vincent und die Grenadinen mit wirtschaftlicher Hilfe und Krediten zu geringen Zinsen. Beim Bürgerkrieg in Libyen 2011 schloss sich die Regierung von St. Vincent und die Grenadinen dem Verhandlungsvorschlag von Hugo Chávez an. Als eines von wenigen Ländern weltweit unterhält St. Vincent und die Grenadinen diplomatische Beziehungen zur Republik China (Taiwan) anstatt zur Volksrepublik China.

## Wirtschaft und Infrastruktur

### Allgemein

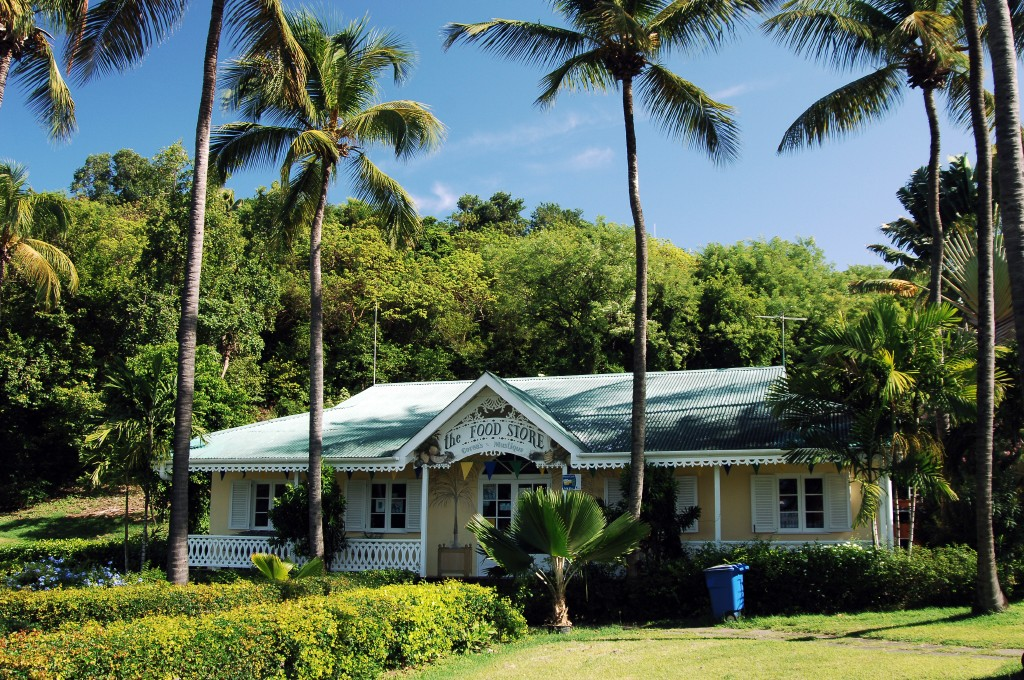
Laden auf der Insel Mustique

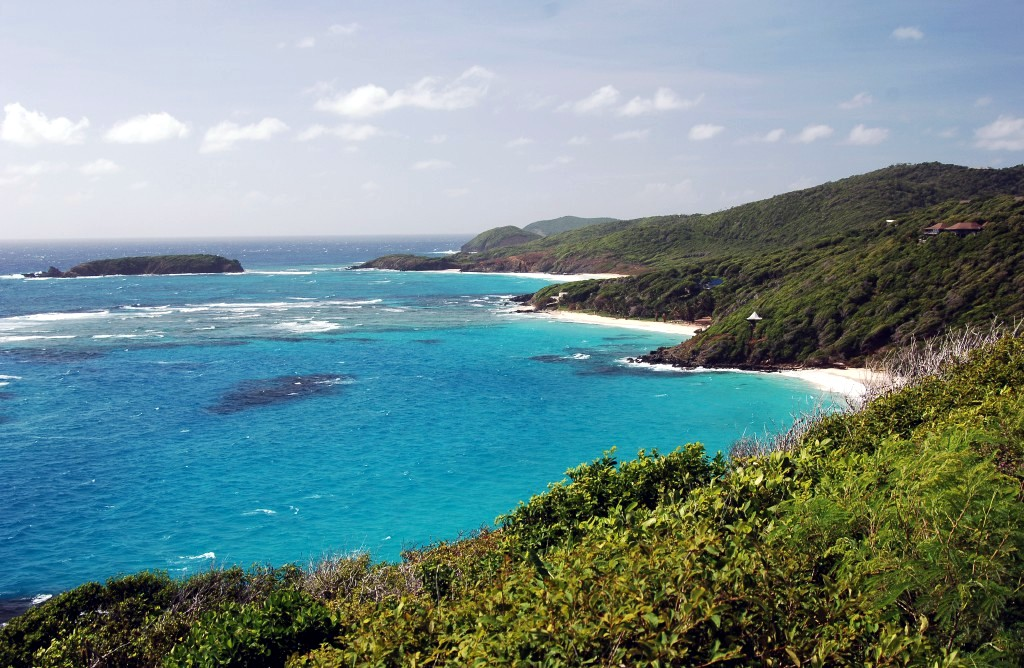
Strand auf Mustique

Das Land exportierte 2002 für 42,2 Mio. US-Dollar Waren. Davon waren 31 % Bananen, 16 % Mehl, 11 % Reis. Die vier wichtigsten Handelspartner sind mit 40 % Großbritannien, 10 % Trinidad und Tobago, 9 % St. Lucia und 9 % Barbados.
Ein wichtiger Wirtschaftsfaktor ist der Tourismus, der für viele Arbeitsplätze sorgt. So entstammen 61 % der Erwerbstätigkeit der Dienstleistung, gefolgt von 20 % Industrie und 15 % Landwirtschaft.
Die Arbeitslosigkeit liegt bei 22 %.
Das Bruttosozialprodukt im Jahr 2002 lag bei 775 Mio. US-Dollar. Das entspricht 7038 Dollar pro Einwohner.
Die Regierung von St. Vincent und den Grenadinen ist Mitglied im Wirtschaftsbündnis Bolivarianische Allianz für Amerika.
Am 28. Januar 2016 legte die EU-Kommission ein Maßnahmenpaket zur Bekämpfung von Steuerflucht vor, bei dem unter anderem St. Vincent und die Grenadinen auf der schwarzen Liste der Steueroasen auftauchen.

### Staatshaushalt
Der Staatshaushalt umfasste 2016 Ausgaben von umgerechnet 222,2 Mio. US-Dollar, dem standen Einnahmen von umgerechnet 222,2 Mio. US-Dollar gegenüber. Daraus ergibt sich ein ausgeglichener Haushalt.
Die Staatsverschuldung lag 2016 bei 79,2 % des BIP.
Die Ausgaben verteilten sich (in % des BIP) wie folgt:
- Gesundheit: 4,8 % (2020)
- Bildung: 5,7 % (2018)
- Militär: k. A. (St. Vincent und die Grenadinen haben kein Militär im eigentlichen Sinne).

### Infrastruktur

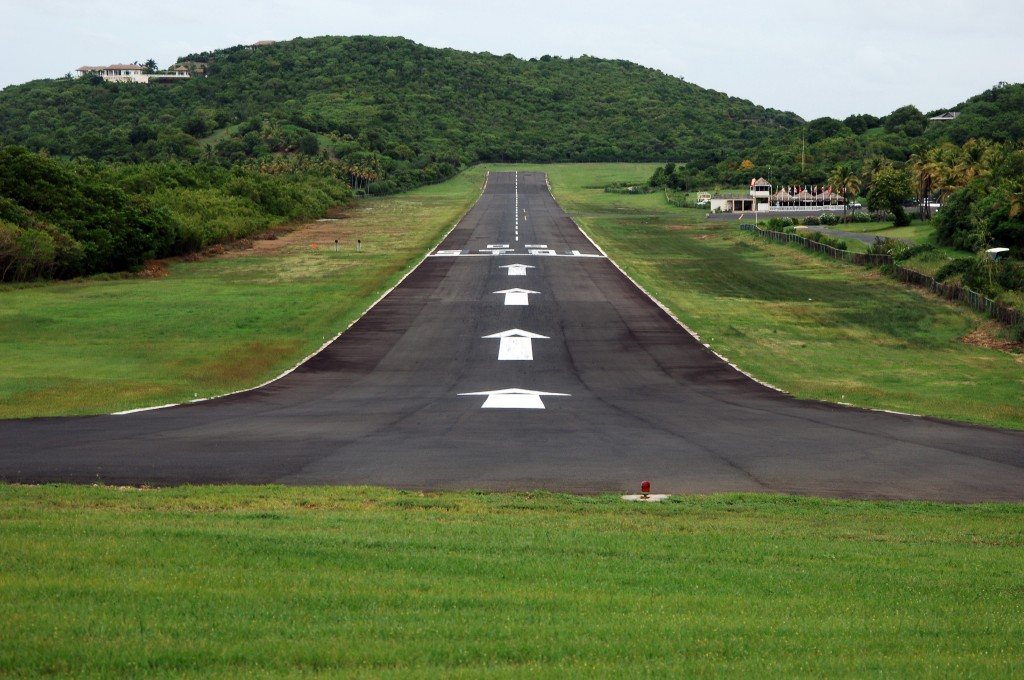
Mustique Airport

### Festnetz- und Mobiltelefonie
2005 hatte das Land 22.500 Festnetz-Telefonanschlüsse. 2004 gab es 57.000 Mobiltelefone in St. Vincent und den Grenadinen. Im Jahr 2015 besaßen 24.865 Einwohner einen Festnetz-Telefonanschluss, aber gleichzeitig gab es 113.000 Mobiltelefone und damit mehr als Einwohner. Die Verbindungen werden von zwei Anbietern – Digicel und Flow – bereitgestellt.
Im Jahr 2017 nutzten 66 Prozent der Einwohner von St. Vincent und den Grenadinen das Internet.

## Medien
Das Land hat neun Radiosender (Stand: 2007) und einen Fernsehsender. Alle Radiosender senden auf UKW und sind somit nicht international zu empfangen.

## Sport
Cricket ist der beliebteste Sport auf St. Vincent und die Grenadinen. St. Vincent und die Grenadinen ist eines der Länder, das mit anderen Karibikstaaten das West Indies Cricket Team bildet, eine der „Nationalmannschaften“ im internationalen Cricket mit Teststatus, der angesehensten Form dieses Sports. Das West Indies Cricket Team nahm an beinahe jedem Cricket World Cup teil, gewann die ersten beiden Austragungen 1975 und 1979 und verpasste lediglich das Turnier 2023. Außerdem gewannen sie den Men’s T20 World Cup zweimal (2012 und 2016) sowie je einmal die Champions Trophy (2004) und die U19-Cricket-Weltmeisterschaft (2016). Hier wurden fünf Spiele des ICC Men’s T20 World Cup 2024 ausgetragen.
Special Olympics St. Vincent und die Grenadinen wurde 1981 gegründet und nahm mehrmals an Special Olympics Weltspielen teil.